# Olga Tokarczuk
Olga Nawoja Tokarczuk, poljska pisateljica, pesnica in esejistka, * 29. januar 1962, Sulechów, Poljska.
Je prejemnica več prestižnih književnih nagrad, med drugimi tudi nagrade vilenica (2013), Nobelove nagrade za književnost (2018) in Bookerjeve nagrade (2018).

## Življenje
Olga Tokarczuk se je rodila v Sulechovu na zahodu Poljske. Doštudirala je psihologijo na Varšavski univerzi in je do objave svojega prvega romana delala kot klinična psihologinja. Po uspehu prvih del se je poklicno posvetila pisanju. Vodila je lastno založbo Ruta in izvajala delavnice kreativnega pisanja proze na Jagelonski univerzi v Krakovu in na Opolski univerzi. Bila je organizatorka vroclavskega festivala kratke zgodbe Opowiadania, od leta 2015 je tudi organizatorka festivala Góry Literatury v kraju Nowa Ruda. 
Leta 2020 je ustanovila Fundacijo Olge Tokarczuk, ki skrbi za podporo kulturi in umetnosti na Poljskem in v tujini. Poleg tega fundacija ozavešča o potrebi po varovanju človekovih pravic, demokracije, svobode govora ter okolja, podpira pravice žensk in živali ter spodbuja vsesplošen razvoj Poljske. V sklopu fundacije se odvijajo izobraževalni programi, literarni natečaji in javne razprave, podeljujejo se tudi štipendije za obetavne mlade pisatelje.

## Delo
Olga Tokarczuk je poznana predvsem po svojih proznih delih, ki jih cenijo tako kritiki kot bralci. V delih se odraža avtoričino poznavanje filozofije, psihologije in del Carla Junga. Že od samega začetka svojega ustvarjanja sodi med najboljše poljske moderne prozaiste. Značilnost njene proze je nenehno iskanje višjega smisla in pogost odklon od linearnega, vzročno-posledičnega pripovedovanja. 
Debitirala je leta 1979 z objavo dveh zgodb v skavtski reviji »Na Przełaj«, leta 1989 nadaljevala s svojo prvo pesniško zbirko Mesto v ogledalih (Miasto w lustrach), leta 1993 pa je izšel njen prvi roman Potovanje ljudi knjige (Podróż Ludzi Księgi). Pravi preboj je pisateljica dosegla s svojim tretjim romanom Pravek in drugi časi (Prawiek i inne czasy), ki je izšel leta 1996. Leta 2007 je izdala roman Beguni (Bieguni), ki ji je leto kasneje prinesel najprestižnejšo poljsko literarno nagrado Nike, leta 2018 pa še Bookerjevo nagrado (za angleški prevod prevajalke Jennifer Croft), ki je pred tem ni prejel noben poljski pisatelj ali pisateljica. Nagrado Nike je ponovno prejela leta 2015 za zgodovinski roman Jakobove bukve (Księgi Jakubowe). 
Za svoje delo je Olga Tokarczuk prejela Nobelovo nagrado za književnost za leto 2018. V utemeljitvi je Švedska akademija zapisala, da je bila nagrada dodeljena: »za pripovedno domišljijo, ki z enciklopedično strastjo prikazuje prestopanje meja kot obliko življenja«. 
Poleg romanov Olga Tokarczuk piše tudi krajša prozna dela, eseje in filmske scenarije. Njena dela so bila večkrat prirejena za dramske ali filmske uprizoritve in so prevedena v okoli 40 jezikov. 

## Literarna dela

### Romani
- 1993 – Podróż Ludzi Księgi (Potovanje ljudi knjige)
- 1995 – E. E. (E. E.)
- 1996 – Prawiek i inne czasy (Pravek in drugi časi)
- 1998 – Dom dzienny, dom nocny (Dnevna hiša, nočna hiša)
- 2006 – Anna In w grobowcach świata (Ana In v grobnicah sveta)
- 2007 – Bieguni (Beguni)
- 2009 – Prowadź swój pług przez kości umarłych (Pelji svoj plug čez kosti mrtvih)
- 2014 – Księgi Jakubowe (Jakobove bukve)
- 2022 – Empuzjon

### Zbirke zgodb
- 1998 – Szafa (Omara)
- 2000 – Opowieści wigilijne (Božične zgodbe) – kot soavtorica je Olga Tokarczuk prispevala eno zgodbo (soavtorja zbirke sta še Jerzy Pilch in Andrzej Stasiuk)
- 2002 – Gra na wielu bębenkach (Igra na več bobnih)
- 2004 – Ostatnie historie (Zadnje zgodbe)
- 2018 – Opowiadania bizarne (Bizarne zgodbe)
- 2018 – Profesor Andrews w Warszawie. Wyspa. (Profesor Andrews v Varšavi. Otok)

### Druga dela
- 1989 – Miasto w lustrach (Mesto v ogledalih) – pesniška zbirka
- 2000 – Skarb (Zaklad) – scenarij
- 2001 – Lalka i perła (Punčka in biser) – esej
- 2017 – Pokot (Sledi) – scenarij (Olga Tokarczuk in Agnieszka Holland), film je posnet po romanu Pelji svoj plug čez kosti mrtvih (režija: Agnieszka Holland in Kasia Adamik)
- 2017 – Zgubiona dusza (Izgubljena duša) – slikanica (ilustrirala: Joanna Concejo)
- 2020 – Czuły narrator (Pozorni pripovedovalec) – zbirka esejev in predavanj (med drugimi tudi Nobelovo predavanje)

### Prevodi v slovenščino
- Pravek in drugi časi. Prev. Jasmina Šuler Galos. Maribor: Litera, 2005.
- Beguni. Prev. Jana Unuk. Ljubljana: Modrijan, 2010.
- Pelji svoj plug čez kosti mrtvih. Prev. Jana Unuk. Ljubljana: Cankarjeva založba, 2014.
- Dnevna hiša, nočna hiša. Prev. Jana Unuk. Vnanje Gorice: KUD Police Dubove, 2017.
- Jakobove bukve ali Veliko popotovanje čez sedmero meja, petero jezikov in troje velikih ver, če sploh ne štejemo tistih malih. O katerem pripovedujejo pokojniki, pisateljica pa jih dopolni po metodi konjekture, vzeto iz veliko raznoterih bukev in oprto na domišljijo, ki je človekov največji naravni dar. Modrim v spominek, rojakom v premislek, neukim v poduk, melanholikom pa v kratek čas. Prev. Jana Unuk. Vnanje Gorice: KUD Police Dubove, 2017.
- Pelji svoj plug čez kosti mrtvih. Prev. Jana Unuk. 2. izd. Ljubljana: Cankarjeva založba, 2019.
- Bizarne zgodbe. Prev. Jana Unuk. Ljubljana: Cankarjeva založba, 2020.
- Pozorni pripovedovalec. (Nobelovo predavanje.) Prev. Jana Unuk. Ljubljana: Literatura 343–344/32, 2020.